# Humboldtschule (Bad Homburg)
Die Humboldtschule (HUS) ist neben dem Kaiserin-Friedrich-Gymnasium (KFG) eines von zwei Gymnasien in Bad Homburg vor der Höhe. Die nach Alexander (1769–1859) und Wilhelm von Humboldt (1767–1835) benannte Schule wurde als Städtische Höhere Mädchenschule im Jahr 1900 gegründet und ist heute zu einer der größten Schulen des Hochtaunuskreises gewachsen. Im Schuljahr 2018/2019 unterrichten etwa 130 Lehrer rund 1650 Schüler. Seit November 1995 arbeitet die Humboldtschule am UNESCO-Schulprojekt mit; seit Januar 2000 ist sie anerkannte UNESCO-Projektschule.
Seit September 1995 bemüht sich die Humboldtschule um ökologisches und nachhaltiges Wirtschaften. Die Schwerpunkte wurden auf internationale Beziehungen, Ökologie/Naturwissenschaften, neue Medien im Unterricht, zweisprachigen Unterricht (vor allem in Französisch) sowie auf die Fächer Kunst, Theater, Musik und Sport gelegt. Seit 2019 kann AbiBac, das deutsch-französische Abitur, an der Humboldtschule abgelegt werden.
Die Humboldtschule ist 2018 von G8 zurück auf G9 gewechselt.

## Geschichte

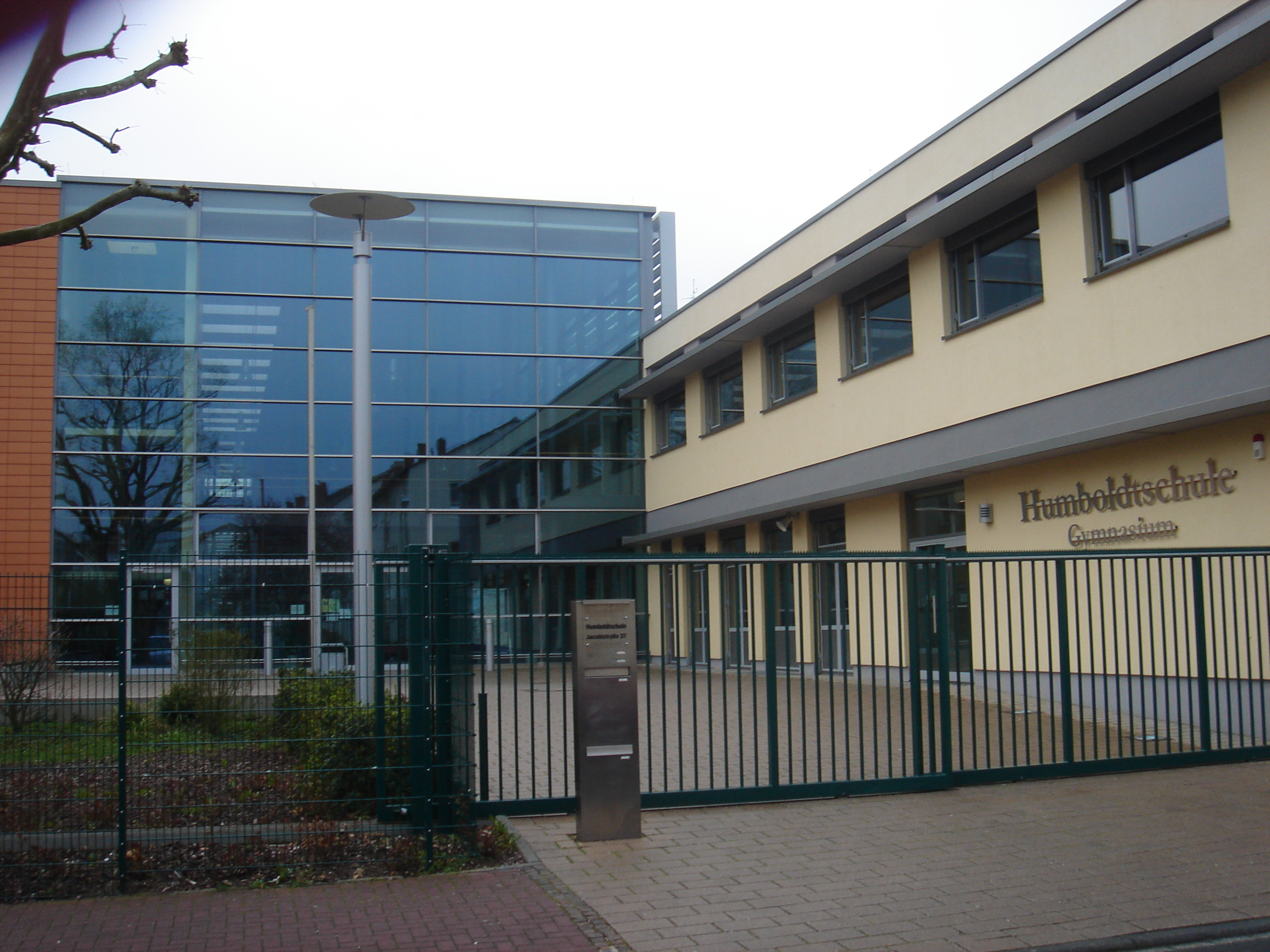
Haupteingang

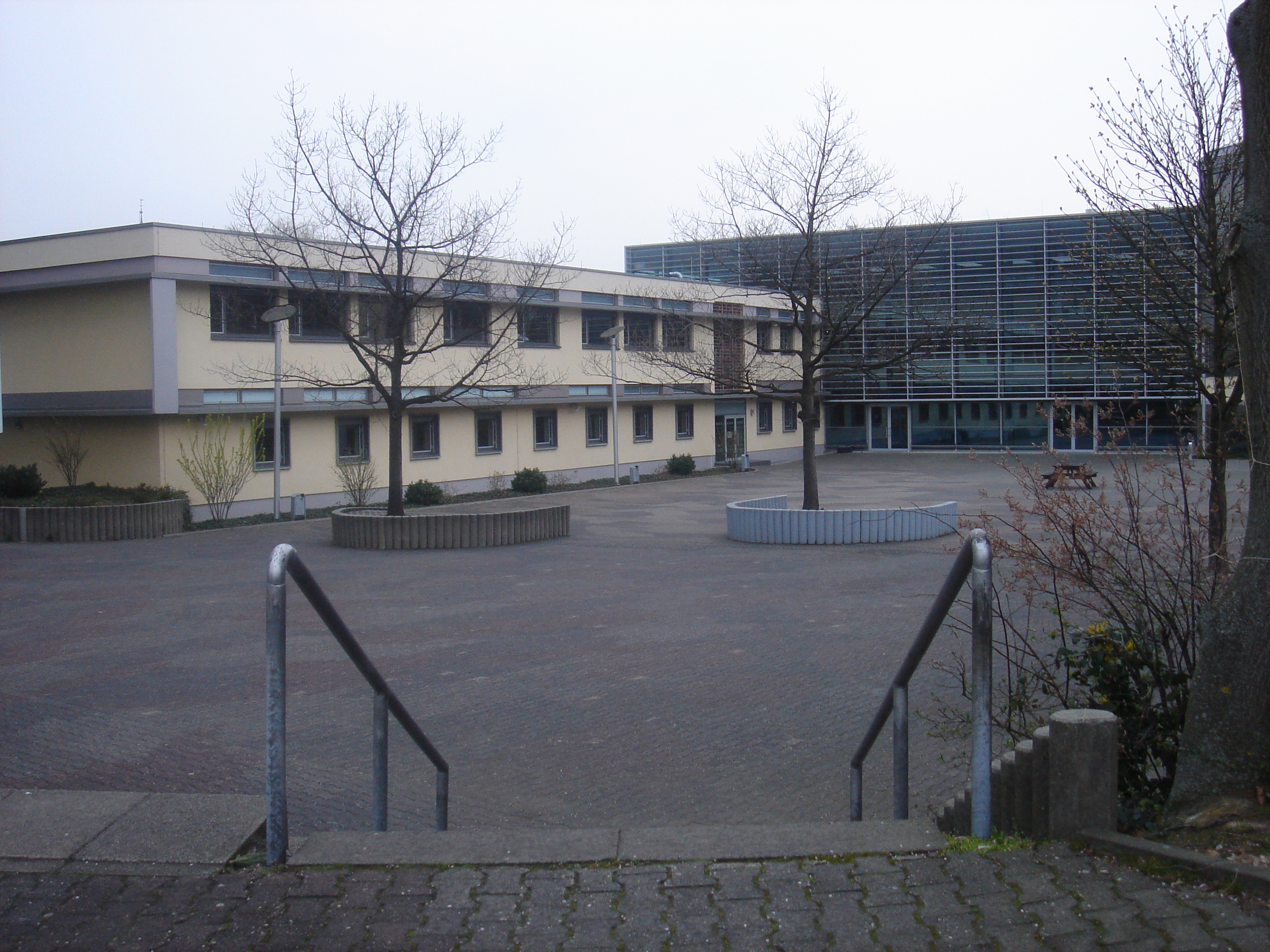
Schulhof

Die Geschichte der heutigen Humboldtschule geht auf das Jahr 1900 zurück. Die Schule ist Nachfolger der im Jahr 1900 gegründeten Städtischen Höheren Mädchenschule. Später erhielt die Schule den Namen Auguste-Victoria-Schule, benannt nach der letzten Deutschen Kaiserin Auguste Viktoria von Schleswig-Holstein-Sonderburg-Augustenburg (1858–1921). Nach dem Zweiten Weltkrieg hieß die Bildungsstätte Realgymnasium für Mädchen. Im Jahr 1962 zog die Schule in die Jacobistraße um. 1967 wurden erstmals Jungen aufgenommen, so erhielt die Schule im Jahr 1968 – mit Beginn der Koedukation – den Namen Humboldtschule. 2003/2004 erhielt die Schule das Prädikat Schule mit Schwerpunkt Musik. Ende 2005 wurden die Klassentrakte und das Verwaltungsgebäude weitgehend renoviert sowie modernisiert. Des Weiteren wurde eine kleine Mensa mit 120 Sitzplätzen erschaffen. Im Schuljahr 2005/2006 wurde der verkürzte Bildungsgang (G8) eingeführt. Mit dem fünften Jahrgang im Schuljahr 2017/2018 kehrte die Humboldtschule jedoch zum Abitur nach 13 Jahren (G9) zurück.

## Unterricht und Mittagsbetreuung
Die erste Unterrichtsstunde beginnt um 07:55 Uhr; die letzte endet um 18:00 Uhr. Um 13:05 Uhr endet der Vormittagsunterricht. Die beaufsichtigte Mittagspause, die seit dem Schuljahr 2004/2005 existiert, findet zwischen 13:05 Uhr und 13:50 Uhr statt, in der ein Imbiss (Kiosk) oder ein Mittagsessen im Schulrestaurant angeboten wird. In der Mittagspause ist auch das Medienzentrum geöffnet. An zwei Tagen in der Woche findet ab der sechsten Jahrgangsstufe Nachmittagsunterricht statt.

### Oberstufe
Darstellendes Spiel wird von der zehnten bis zur zwölften Jahrgangsstufen als Alternative zu Kunst und Musik angeboten. In der zehnten Klasse (Einführungsphase) gestaltet sich der Unterricht bereits in Kursen. In einer der ersten Wochen der Einführungsphase findet das Projekt Methodenwoche statt, bei dem die Schüler wichtige Lernmethoden erlernen sollen. In der elften Jahrgangsstufe findet eine Berufsinformationswoche statt. Hier erhalten die Schüler inner- und außerhalb der Schule Hinweise zur Berufs- bzw. Studienwahl. Des Weiteren werden Seminare zum Erwerb von Schlüsselqualifikationen angeboten.

## Besonderheiten

### Zweisprachiger Unterricht
Französisch wird neben Englisch als erste Fremdsprache angeboten mit dem Wahlangebot von zweisprachigem Unterricht im Fach Erdkunde in den siebten und achten Jahrgangsstufen. In den siebten, achten, neunten und zehnten Klassen sowie in der Oberstufe wird dann Geschichte bilingual französisch angeboten.
Außerdem wird Spanisch als zweite Fremdsprache angeboten.

### AbiBac
Seit 2019 ist die Humboldtschule eine von rund 90 deutschen sowie acht hessischen Schulen, an der AbiBac, das deutsch-französische Abitur, erreicht werden kann. Im Zusammenhang mit dem AbiBac baut die Schule eine Zusammenarbeit mit dem Lycée Montaigne in Paris (6. Arrondissement) auf. Für das Erreichen des AbiBac müssen Französisch als Leistungskurs sowie verschiedene Sachfächer auf Französisch belegt werden.

### Medienzentrum
Das Medienzentrum, dessen Fläche etwa 620 Quadratmeter beträgt, ging aus den Bibliotheken der Mittel- und Oberstufe hervor und wurde im Herbst 2004 eröffnet. Es steht Schülern und Lehrern offen und bietet die Möglichkeit, den Unterricht vor- und/oder nachzubereiten, zu recherchieren und sich zu unterhalten. Etwa 4500 Bände, 500 englischsprachige Bücher, 250 französischsprachige Bücher, 8000 Fachbücher für die Oberstufe, 475 Lexika und Nachschlagewerke sind im Zentrum verfügbar.

## Auszeichnungen
Am 24. Oktober 2008 erhielt die Humboldtschule das Zertifikat „Umweltschule – Lernen und Handeln für unsere Zukunft“. Verliehen wurde die Auszeichnung in Niederwalgern (Gemeinde Weimar (Lahn)) durch Umweltminister Wilhelm Dietzel.
Am 14. November 2008 verlieh Ministerialrat Friedrich Janko vom Hessischen Kultusministerium die Auszeichnungen des landesweiten Chemiewettbewerbs „Chemie – mach mit!“ im Richard-Küch-Forum der Heraeus Holding GmbH in Hanau an Humboldtschüler der neunten und zehnten Jahrgangsstufen. Sie erreichten in zwei Runden den zweiten und dritten Platz.
Am 9. Dezember 2008 erhielt ein Kunstkurs der zwölften Jahrgangsstufe der Humboldtschule den ersten Preis im Wettbewerb „Neue Medien ja – Gewalt nein!“ zur Gewaltprävention an hessischen Schulen. Verliehen wurde der Preis von Jürgen Banzer im Hessischen Ministerium der Justiz in Wiesbaden.
Am 12. März 2009 wurde bekanntgegeben, dass drei Schüler aus den achten bis zehnten Jahrgangsstufen der Humboldtschule beim Experimentalwettbewerb „Chemie – mach mit!“ (Thema: „Monopoly? – Mono Poly!“) zweimal den ersten Platz (Landessieger) sowie einmal den zweiten Platz erreicht haben.

## Partnerschaften
Die Humboldtschule pflegt seit Juni 1996 eine Partnerschaft mit der Mwanga High School in Tansania. Für diese Partnerschaft wurde die Schule am 10. Dezember 2009 von der Initiative „Deutschland – Land der Ideen“ als „Ausgewählter Ort“ ausgezeichnet.

## Bekannte Schüler
Zu den bekannten ehemaligen Schülern gehören der Journalist und RTL-Chefredakteur Peter Kloeppel (* 1958), der Diplom-Informatiker Arnold Willemer (* 1960), der Dressurreiter Sven Rothenberger (* 1966), das Tanzgeschwisterpaar Natascha Karabey und Sascha Karabey, der Moderator Daniel Hartwich und das Model Kim Hnizdo (* 1996). Aktuelle Schülerin der HUS ist die aus der neunten Staffel der Fernsehsendung The Voice of Germany bekannte Mariel Kirschall.